# المشاعر المؤيدة للهند

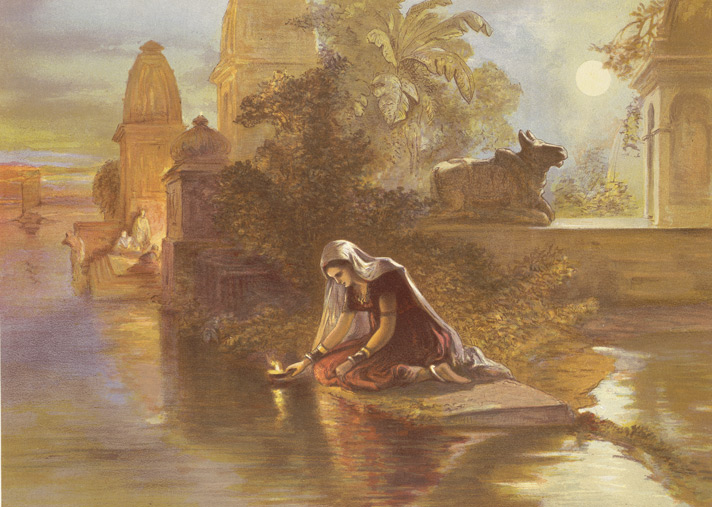

المشاعر المؤيدة للهند أو هندوفيليا هو مصطلح يصف اهتمام شخص غير هندي في الثقافة والشعب الهندي. وبشكل أكثر تحديدًا للثقافة والحضارة في شبه القارة الهندية، وهي تنتشر خاصًة في ألمانيا. وهو ما تشأ عنه فرع العلوم الهندية وهي فرع دراسات أكاديمية يتعلق جوانب الثقافة والتاريخ والمطبخ واللغات والتقاليد والشعب الهندي. مصطلح مشابه لكن يعكس ظاهرة الخوف والنفور من الجوانب الاجتماعية والسياسية والعرقية المتعلقة في الهند يسمى معاداة الهند.